# خلیج پاناما

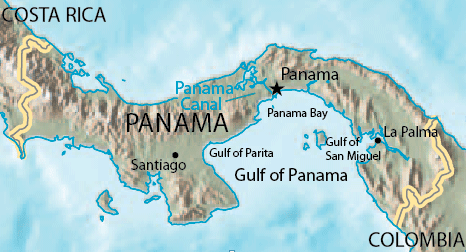

خلیج پاناما (به اسپانیایی: Golfo De Panamá) خلیجی در اقیانوس آرام و نزدیکی ساحل جنوبی کشور پاناما است . کانال پاناما  این خلیج  را با دریای کارائیب و اقیانوس آرام وصل می کند که از اهمیت این خلیج را دوچندان می کند . این خلیج همچنین حاوی چند خلیج کوچک است که خلیج پاناما در سمت شمال آن ، خلیج پاریتا در غرب آن و خلیج سن میگوئل در شرق آن قرار دارند . این خلیج دارای چند جزیره است و در ساحل آن چند بندر مهم مانند پاناما سیتی(Panama City) ، لا پالما (La Palma)و چیتری (Chitrè) وجود دارد. مجمع الجزایر جزایر مروارید که متشکل از بیش از دویست جزیره است که در شرق خلیج واقع شده است.
پایتخت کشور پاناما ، پاناما سیتی (Panama City ) ، اصلی ترین مرکز شهری در ساحل خلیج است .
بزرگترین رودخانه پاناما ، تویرا ، از جنوب به خلیج سن میگل می رود. 

## مشخصات
- حداکثر پهنا ۲۵۰ کیلومتر (۱۶۰ مایل)
- حداکثر عمق ۲۲۰ متز (۷۲۰ فوت)
- مساحت ۲۴۰۰ کیلومتر مربع (۹۳۰ مایل مربع)

## گردشگری
گردشگری بخش بسیار بزرگی از اقتصاد پاناما را تامین می کند که بیشتر آن حول خلیج پاناما می چرخد. محبوب ترین جاذبه جزایر مرواید  آب آشامیدنی و غنی از مواد مغذی و حیات وحش متنوع است که بسیاری از گردشگران و غواصان را به سمت این مجمع الجزایر می کشاند.
از آنجا که جزایر مروارید محبوب ترین مقصد گردشگری در خلیج پاناما است ، جوامع محلی نسبت به تحولات گردشگری سازگاری پیدا کرده اند و تغییر یافته اند. برخی از جزایر ، مانند پدرو گونزالز ، تحت تأثیر رونق گردشگری قرار گرفته است ، زیرا ساکنان این جزایر معتقدند این تحولات برای اقتصاد محلی خوب است ولی ساکنان محلی جزایر دیگر مانند جزیره Contadora معتقدند که گردشگری برای این جزایر مطلوب نیست است چراکه آسیب های فرهنگی به بار می آورد و آنان مایل به حفظ فرهنگ محلی هستند .

## آب و هوا
آب و هوا در منطقه خلیج پاناما شدیدا متغیر است که شامل  چند فصل شدیدا خشک (ژانویه-آوریل) و چند فصل شدیدا مرطوب (ماه مه-دسامبر) می باشد . این تأثیر عمده ای بر روی حرا در منطقه دارد ، زیرا فصل خشک و همچنین ال نینو طوفان های شدیدی را ایجاد می کند که می تواند به مانگروها آسیب برساند و چرخه تولید مثل آنها را مختل کند.